# رومئو مورادیان
رومئو مورادیان (انگلیسی: Romeo Muradyan؛ زادهٔ ۹ ژانویهٔ ۱۹۷۹) یک بازیگر اهل ارمنستان است. وی از سال ۱۹۹۵ میلادی تاکنون مشغول فعالیت بوده‌است.